# DIN 4023
Die DIN-Norm DIN 4023 Geotechnische Erkundung und Untersuchung – Zeichnerische Darstellung der Ergebnisse von Bohrungen und sonstigen direkten Aufschlüssen ist eine Norm, die sich mit der für Deutschland gültigen zeichnerischen Darstellung der Ergebnisse von geologischen Bohrungen und sonstigen direkten Aufschlüssen beschäftigt.
Die Norm definiert die Kennzeichnung und Darstellung von Bodenarten, Felsarten und Bodengruppen sowie deren Darstellung im Bohrprofil. Sie gibt Beispiele für Kurzformen, Schraffuren und Farbkennzeichnungen für Boden- und Felsarten und stellt hier einen direkten Bezug zur EN ISO 14688 (früher DIN 4022) her.